# Maladera nagporeana
Maladera nagporeana är en skalbaggsart som beskrevs av Brenske 1898. Maladera nagporeana ingår i släktet Maladera och familjen Melolonthidae. Inga underarter finns listade i Catalogue of Life.